# Sóvidék

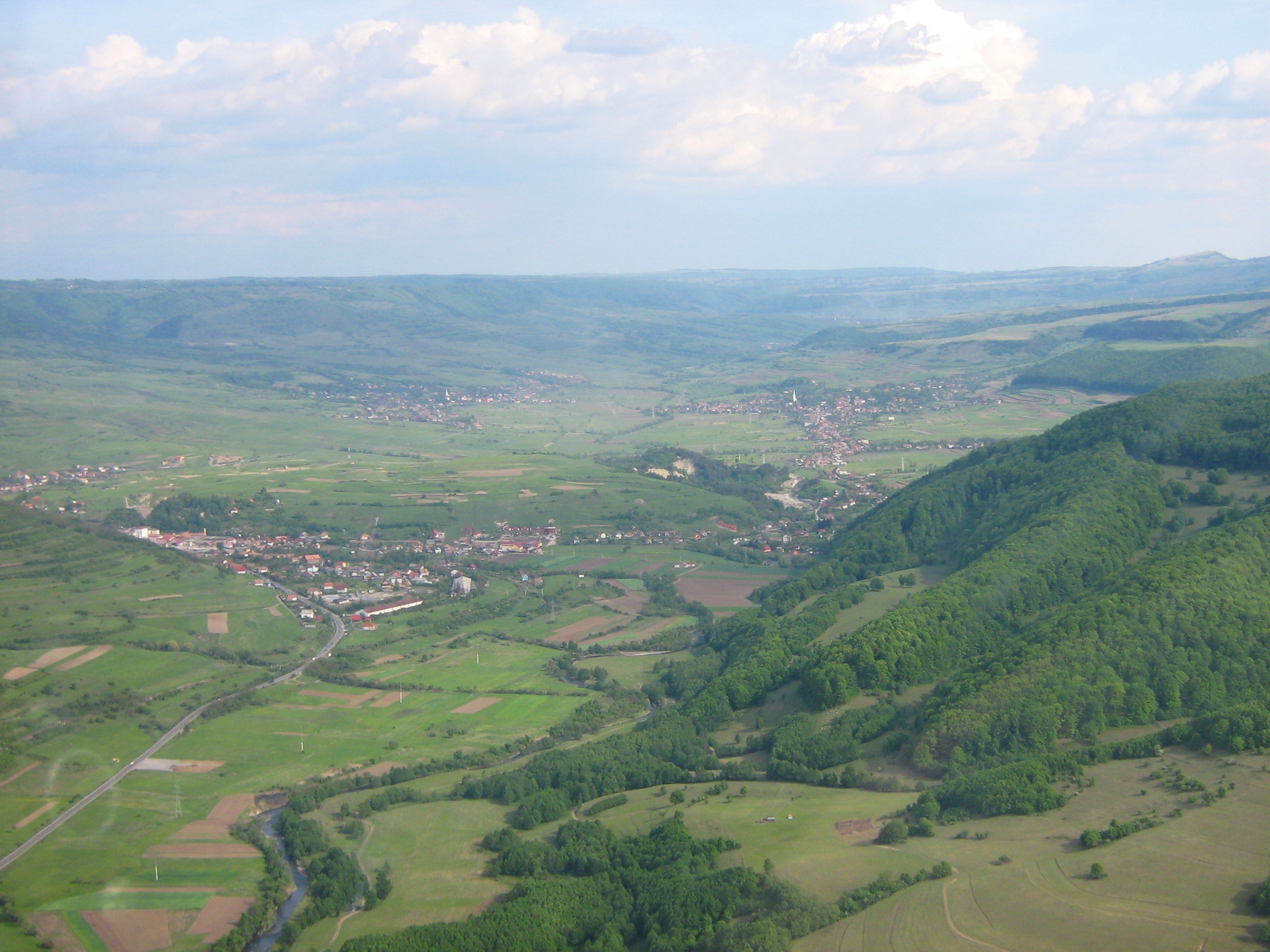
A Kis-Küküllő völgye, a távolban Parajd és Sófalva látképével

A Sóvidék (németül: Salzgebiet) a Székelyföld kistája, mely a Kis-Küküllő és a Korond-patak völgyében található. Nevét a geológiai harmadkorban az Erdélyi-medencét borító tengerből visszamaradt sóhegyekről kapta.

## Fekvése
A Kis-Küküllő felső szakasza mentén, a Görgényi-havasok és a Hargita nyugati oldalán található.

## Története

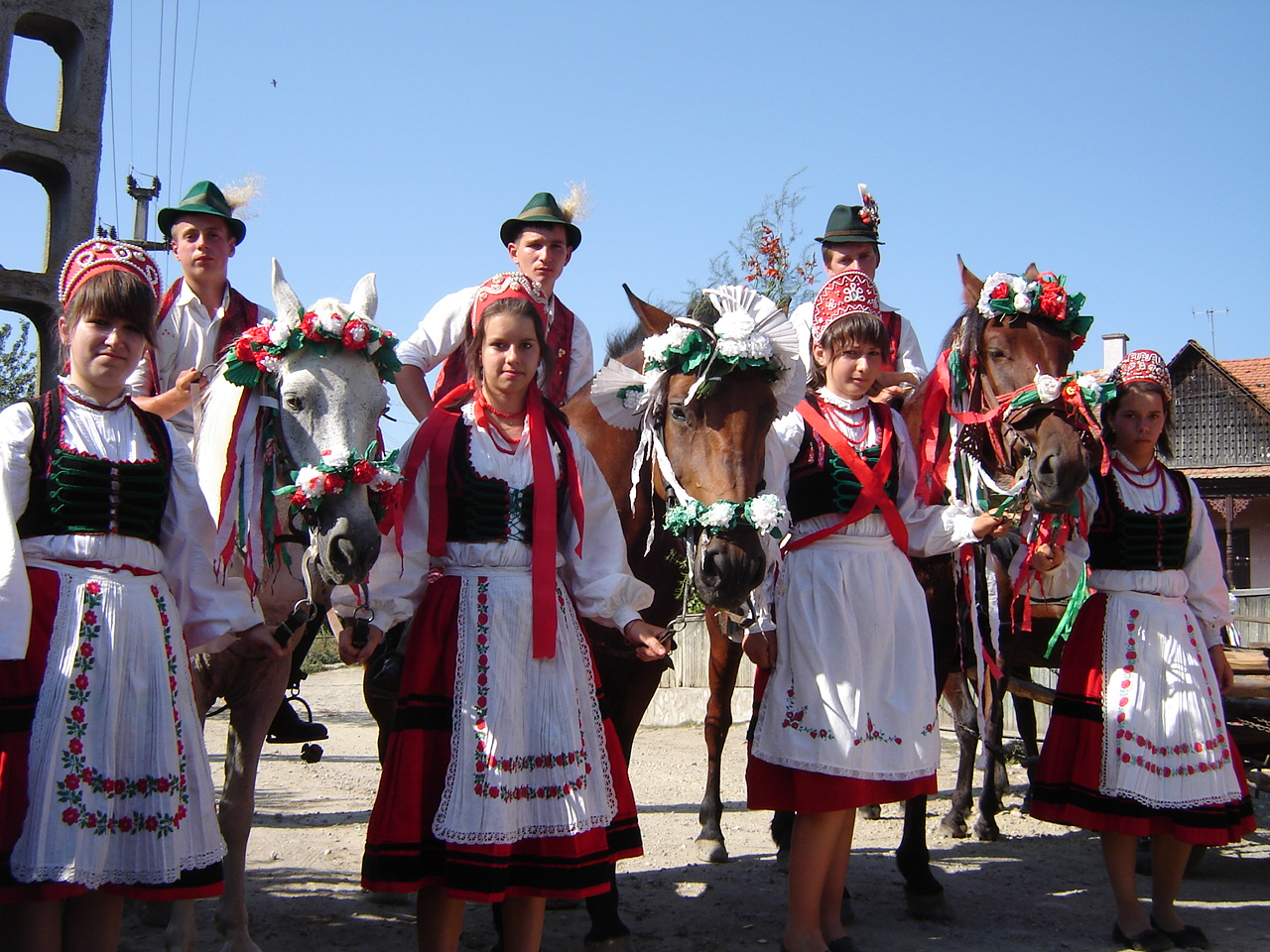
A Sóvidék egyik településének, Siklódnak fiataljai népviseletben a szüreti mulatságon

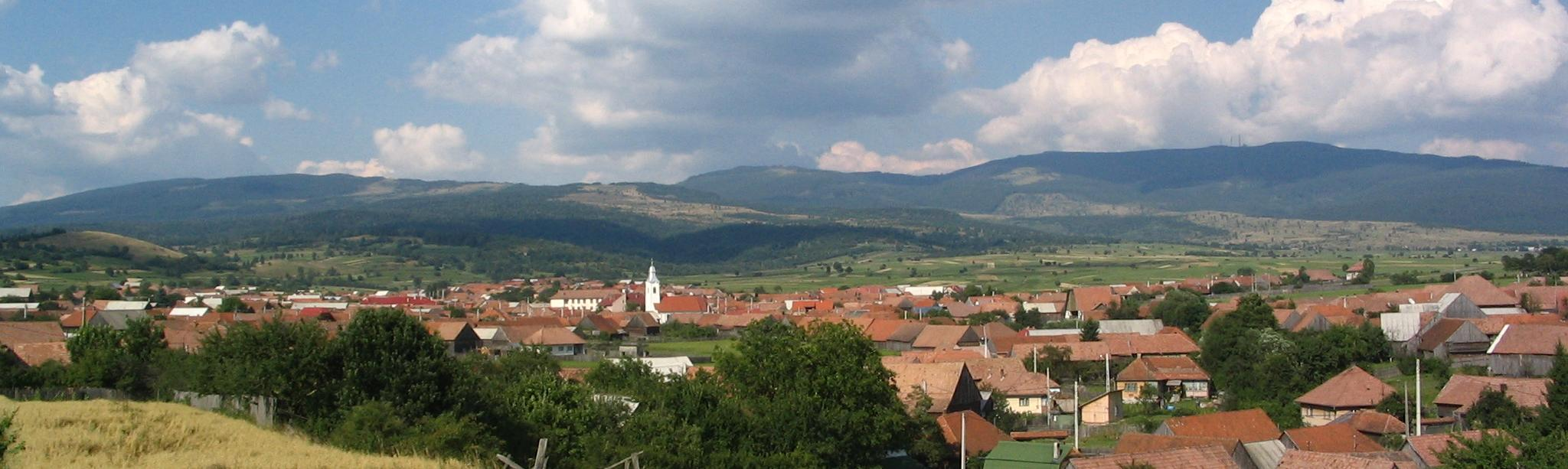
A Hargita hegység, előtérben Kápolnásfaluval

A vidék az erdélyi sóbányászat központja, mely már ősidők óta lakott hely. Területén bronzkori, római, és avar kori leleteket tártak fel.
A római időkben Sóvárad határában már egy erőd, vagy vár (castrum) állt, amely valószínűleg az itteni sóbányák védelmére épült.
A rómaiak után a Sóvidék csak a 13. század elején kezdett újra benépesedni az ide letelepített telegdi székelyek által. Más vélemények szerint a székelyek sokkal korábban megjelentek Sóvidéken, mint ahogy az egész Székelyföldön, erre utalnak egyértelműen a régészeti ásatások. Sófalva első templomának alapjai az 1200-as évekből származnak, de más településeken is fellelhetők a korai római katolikus templomok. A környék lakossága a vidék legfontosabb ásványkincsét, a sót egészen 1562-ig szabadon bányászhatta.
A nagyobb városoktól távolabb elhelyezkedő Sóvidék nagy részét régen erdők borították, és az itteni lakosság fő foglalkozása kezdetek óta a rideg állattenyésztés volt, melyről már a 16. századból is maradtak fenn adatok.
Az állattenyésztés mellett az ember nem járta erdőkben hamuzsírfőzéssel, salétromkészítéssel, fafeldolgozással foglalkoztak. A hamuzsír az üveggyártás egyik alapanyaga volt. Kiégetésére bükkfát és cserfát használtak (erdőkiélés). Nagy hagyománya volt a gyufagyártásnak is (Parajd.
A Sóvidék legrégibb települése Sóvárad, melynek neve a 13. században egy határfelosztásban tűnt fel először.
Nevét 1332-ben a pápai tizedjegyzék is említette sacerdos de Varad néven. A település a Várad nevet valószínűleg a római időkben itt emelt castrum (vár) után kaphatta.
2025. májusában hatalmas esőzések sújtották Székelyföldet, s a megáradt Korond-patak vize május 27-én betört a parajdi sóbányába, amely kritikus állapotba jutva a teljes pusztulás szélére került.

## Legfontosabb települései
- Alsósófalva
- Atyha

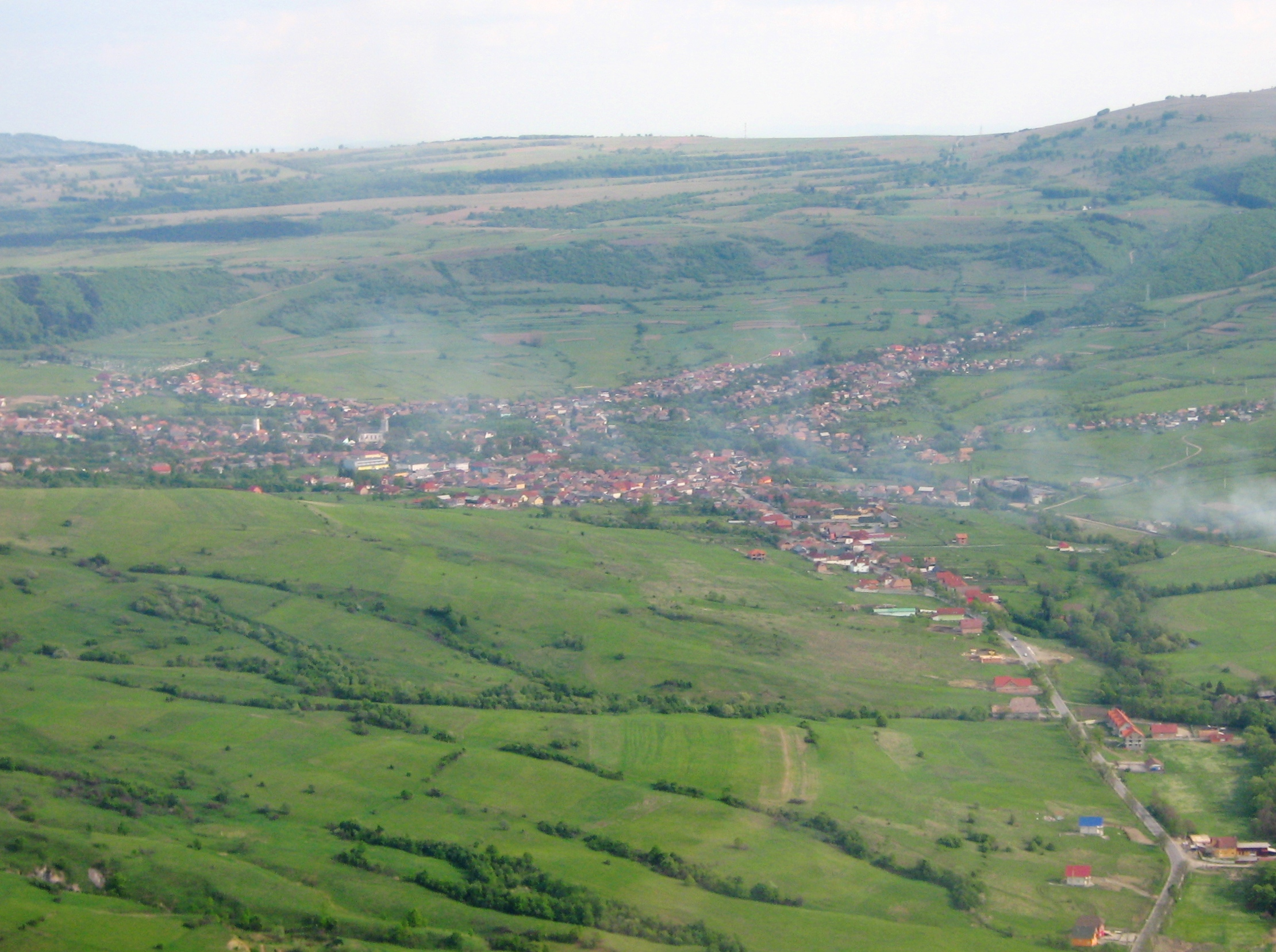
A sóvidék egyik települése Korond

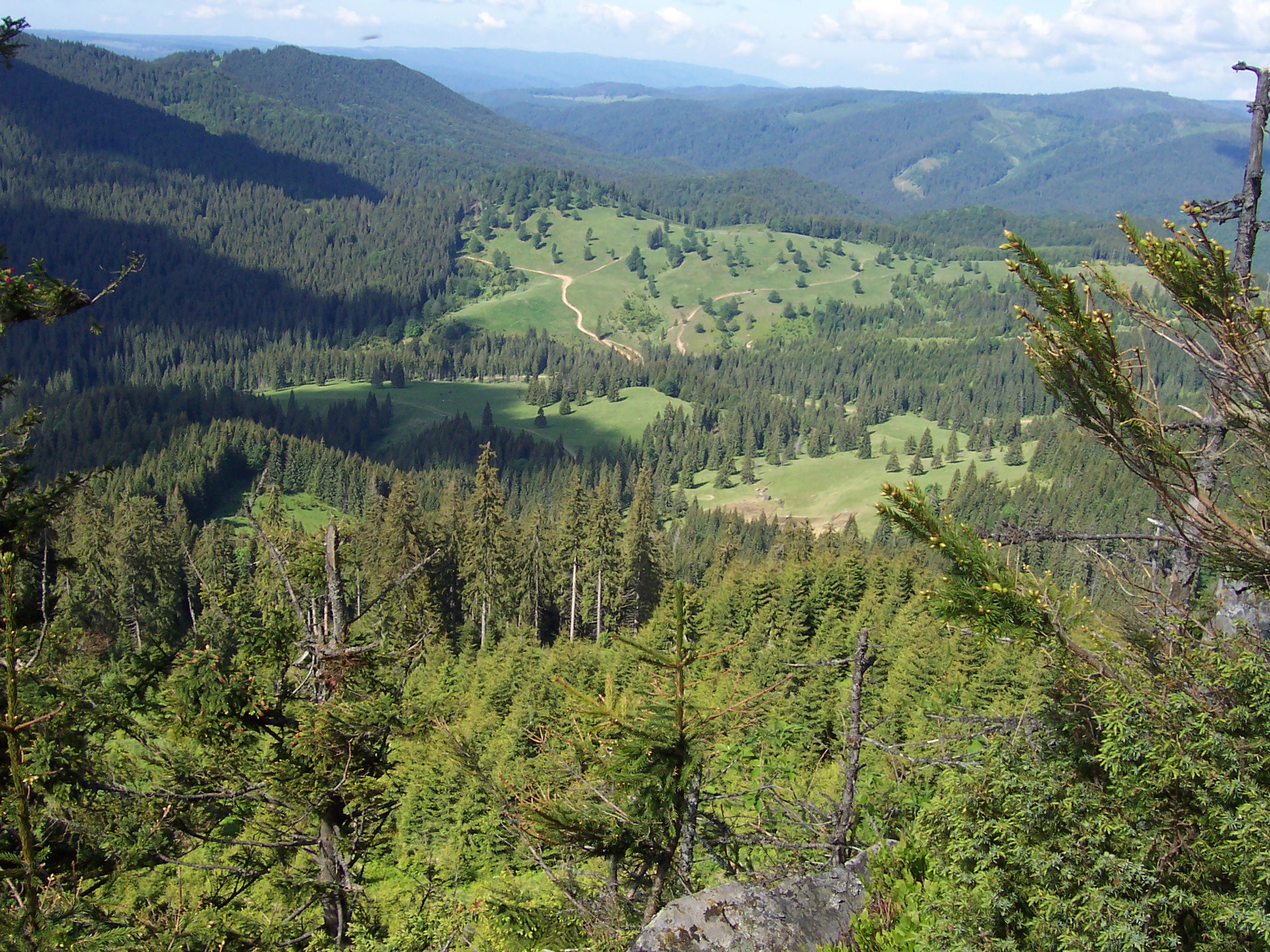
A Görgényi-havasok

- Békástanya (egyesek helytelenül Békástelep néven nevezik)
- Felsősófalva
- Fenyőkút
- Illyésmező
- Kalonda
- Korond
- Pálpataka
- Parajd
- Sóvárad
- Szováta

Egyesek a tágabb értelemben vett Sóvidékhez sorolják még a következő, néprajzi szempontból részben rokon településeket:
- Küsmöd
- Siklód
- Szolokma

## Források
